# Луи-Шарл Орлеански
Луи-Шарл-Алфонс-Леодгард Орлеански (на френски: Louis-Charles d'Orlèans; * 17 октомври 1779, Париж, Кралство Франция, † 30 май 1808, Малта) е френски благородник, граф на Божоле, принц по кръв от рода Орлеан, най-малък брат на френския крал Луи-Филип.

## Произход
Той е най-малкият син на херцога на Шартър и след това орлеански херцог Луи-Филип (* 1747, †  1793), който по време на Френската революция става по-известен като Филип Егалите, и на съпругата му принцеса Луиза-Мария-Аделаида дьо Бурбон (* 1753, † 1821).
Има двама батя и две сестри-близначки:
- Луи-Филип (* 1773, † 1850), крал на Франция (1830 – 1848), съпруг на Мария Амалия Бурбон-Неаполитанска, дъщеря на краля на Двете Сицилии - Фердинанд I.
- Луиза-Мария-Аделаида-Евгения (* 1777, † 1847), принцеса от Орлеанския дом, Мадмоазел дьо Шартър по рождение, Мадмоазел Орлеанска при смъртта на близначката ѝ през 1782 г., Мадмоазел (1783–1812) и Мадмоазел Адеаида (1830).
- Франсоаз (* 1777, † 1782), близначка на предходната
- Луи-Антоан-Филип Орлеански (* 1775, † 1807), херцог на Монпансие, принц по кръв от дома Орлеан, по-малък брат на френския крал Луи-Филип

## Биография
Луи-Шарл е роден в Пале Роял, Париж на 3 юли 1775 г. и е благословен същия ден от отец Жан-Батист Талон, капелан на херцога. Датата и мястото на допълнителната церемония по кръщене обаче са неизвестни.
Родителите му гласят за него църковна кариера. През 1783 г. той получава частен учител – отец Мариотини, племенник на апостолическия нунций, но той подава оставка през 1786 г. след конфликт с гувернантката на децата на херцога на Орлеан, графиня дьо Жанли. След това той е възпитан от първия камерюнкер Бароа, преди да бъде поверен през 1789 г. на заместник-губернатора Лебрен, наследил Кавалер дьо Бонар.
Луи-Шарл показва склонност към конна езда, но като цяло образованието му е занемарено, тъй като семейството скоро е въвлечено в революционните вълнения. На 24 май 1792 г. графът на Божоле последва баща си и любовницата му графинята на Бюфон в Армията на Севера. Те прекарват известно време във Валансиен, но се връщат в Париж в средата на юли. Те са в Пале Роял по време на Септемврийските кланета и тогава 12-годишният Божоле, привлечен от шума на един прозорец, вижда да минава, забучена на щик, главата на леля му, принцесата на Ламбал.
След революцията Луи-Шарл не емигрира в чужбина, а остава във Франция, където семейството му се ползва с доверието на новата власт заради активното революционно поведение на орлеанския херцог. През април 1793 г. 13-годишният принц е арестуван по заповед на якобинците едновременно с всички Бурбони и затворен във Форт „Сен Жан“ в Марсилия. Баща му, майка му и по-малкият му брат също са арестувани. На 6 ноември баща му е гилотиниран. В затвора, подобно на брат си Антоан-Филип, той се разболява от туберкулоза, която е причина за смъртта му през 1808 г. Унищожен от пленничеството, което съсипва здравето му, той е морално „необразован, безволев, мързелив“.
Отървали се като по чудо от гилотината по време на Голямата чистка, двамата братя са освободени от затвора след падането на Робеспиер по затъпничеството на любовника на майка им Жак-Мари Рузе, член на Съвета на 500-те. На 30 август 1796 г. с декрет на Директорията Луи-Шарл и брат му Луи-Антоан-Филип са експулсирани в САЩ, където френското шарже д'афер им отпуска годишна пенсия от 15 000 франка. Те се качват на кораба на 5 ноември 1796 г. Във Филаделфия през 1797 г. Луи-Шарл и Антоан се събират с брат им Луи-Филип и две години братята странстват из Нова Англия, Големите езера и Мисисипи.
През 1797 г. братята научават, че майка им се намира в Испания, и решават да се върнат в Европа. Корабът им обаче е пленен от англичаните, които ги задържат, но скоро след това ги освобождават и те попадат в Куба. В Хавана тримата прекарват близо година и през 1800 г. успяват да се доберат до Англия, където се установяват близо до Лондон – в Туикенхам (с адрес Highshot House, Crown Road – сграда, разрушена през 1927 г.) .
През 1804 г. Луи-Шарл постъпва в английския Кралски военноморски флот и извършва кратка разузнавателна мисия по френското крайбрежие. Но здравето му, подкопано от туберкулоза и влошено от прекомерно пиене, бързо се влошава.  През май 1807 г. туберкулозата убива 31-годишния му брат Луи-Антоан-Филип. Под предлог за възстановяване техният по-голям брат Луи-Филип решава да направи с Луи-Шарл пътешествие до Малта, откъдето възнамерява да стигнат до Сицилия, за да поиска ръката на една от дъщерите на крал Фердинанд I от Двете Сицилиии. Двамата принцове се качват в Портсмът на 15 април 1808 г. и слизат във Валета на 15 май след посещение на Гибралтар и Каляри. Това е мястото, където умира 28-годишният граф на Божоле на 30 май 1808 г., петнадесет дни след пристигането му. Тялото му е временно погребано в параклиса „Нотър Дам дьо Лиес“ и след това е прехвърлено през 1843 г. в Параклиса на Франция в Катедрала „Свети Йоан Кръстител“ във Валета. Гробницата му е изваяна от Жан-Жак Прадие. Копие на неговата лежаща статуя, направено от същия скулптор за музея във Версай, е поставено през 1986 г. в Кралския параклис в Дрьо.